# Patrick Gyger

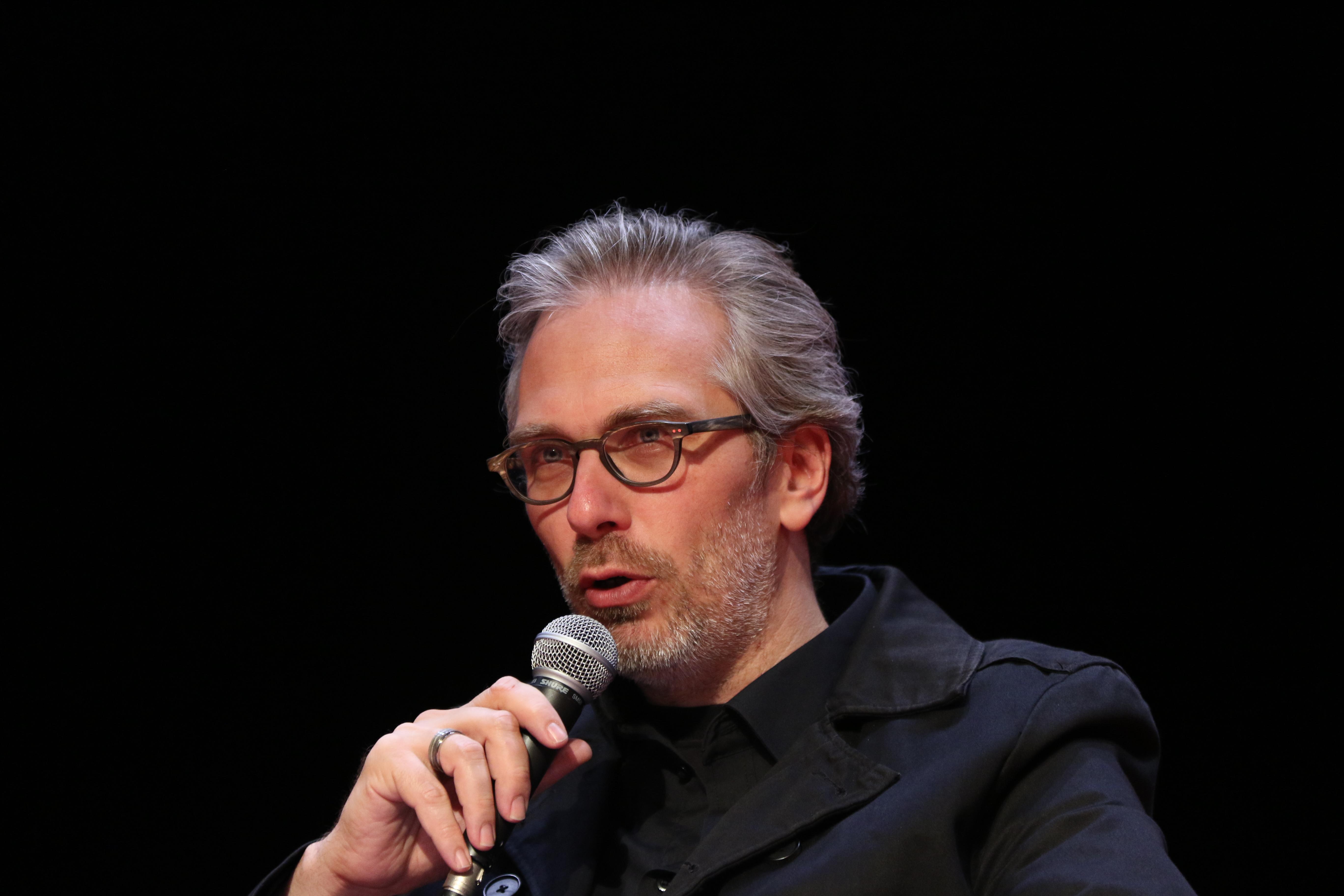
Patrick Gyger, 2015

Patrick Gyger (* 8. Februar 1971 in São Paulo) ist ein Schweizer Historiker, Kurator, Autor und Museumsdirektor.

## Wirken und Auszeichnungen
Gyger leitete von 1999 bis 2010 das Maison d’Ailleurs in Yverdon-les-Bains, ein Museum für Science-Fiction. Dort kuratierte er zahlreiche Ausstellungen und eröffnete 2008 die Erweiterung Espace Jules Verne. In dieser Zeit war er auch künstlerischer Leiter des Festivals Utopiales in Nantes in der Nachfolge von Bruno della Chiesa.
Von 2011 bis 2020 war Gyger Direktor des Kulturzentrums Le Lieu Unique in Nantes, wo er weitere Festivals und rund fünfzig Ausstellungen verwirklichte. Zum Thema Science-Fiction kuratierte er mehrere Ausstellungen: 2010 für die Cité des sciences et de l’industrie in Paris, 2017 für das Barbican Centre in London sowie 2020 für die World Design Capital in der Metropolregion Lille. Das Projekt Into the Unknown: A Journey through Science Fiction im Barbican Centre nahm das gesamte Kulturzentrum ein und wurde auch in den Niederlanden, Dänemark und Griechenland gezeigt.
Seit Januar 2021 ist Gyger Generaldirektor des Museumsquartiers «Plateforme 10» in Lausanne, das derzeit das Kunstmuseum MCBA, das Museum für Design und Kunst mudac, das Fotografiemuseum Photo Elysée, zwei Stiftungen sowie Kreativräume umfasst und weiter ausgebaut wird. «Plateforme 10» hat eine Gesamtfläche von 25'000 m² und eine Ausstellungsfläche von 6'300 m².
Gyger wurde 2002 mit dem Europäischen Preis des Grand Prix de l’Imaginaire ausgezeichnet. Denselben Preis erhielt er 2010 mit dem Maison d’Ailleurs. Er war 2004 Ehrengast der Bulgacon 2004 im bulgarischen Plowdiw.

## Schriften (Auswahl)
- L’épée et la corde. Criminalité et justice à Fribourg, 1475–1505. Université de Lausanne. Lausanne 1998, ISBN 2-940110-12-3.
- mit Gianni Haver: De beaux lendemains? Histoire, société et politique dans la science-fiction. Antipodes. Lausanne 2002.
- mit Ugo Bellagamba, Roland Lehoucq und Clément Pieyre: Sciences & science-fiction. 2010.
- mit Aurélien Barrau, Max Kistler, Jean-Philippe Uzan: Multivers – mondes possibles de l’astrophysique, de la philosophie et de l’imaginaire. Édition La Ville Brûle, 2011.
- mit Mizue Kobayashi, Kazue Tabata: Komorebi Art brut japonais. Le Lieu unique, Nantes 2017, 119p. ill. en noir et en coul. 26 × 21 cm, fre/jpn. ISBN 9782918699019. Textes de Patrick Gyger, Mizue Kobayashi, Kazue
- mit Andreas Reinhard: Les Nouvelles voitures volantes. Favre, 2019. – Deutsch: Door-to-door-Mobilität. 4D. Vom fliegenden Auto zum Air-Taxi. AS, Zürich 2019, ISBN 978-3-906055-99-2.

## Belege
1. 1 2 3  mcba.ch: Dossier de presse. Inauguration du quartier des arts PLATEFORME 10, Lausanne et du nouveau bâtiment des musées mudac et Photo Elysée. Französisch, PDF, 570 kB; abgerufen am 26. März 2025.
2. ↑  barbican.org.uk: Into the Unknown: A Journey through Science Fiction . Englisch, PDF; abgerufen am 28. März 2025.

| Personendaten    | Personendaten                                   |
| ---------------- | ----------------------------------------------- |
| NAME             | Gyger, Patrick                                  |
| ALTERNATIVNAMEN  | Gyger, Patrick J.                               |
| KURZBESCHREIBUNG | Schweizer Historiker, Autor und Museumsdirektor |
| GEBURTSDATUM     | 8. Februar 1971                                 |
| GEBURTSORT       | São Paulo, Brasilien                            |